# قورشا
قورشا (بالإنجليزية: Q'ursha)‏ هو كلب أسطوري [الإنجليزية] من الأساطير الجورجية. على الرغم من ظهوره في عدد من القصص المختلفة، إلا أنه اشتهر بأنه الرفيق المخلص لبطل الثقافة أميراني. اسمه يعني «الأذن السوداء»، وهو اسم جورجي شائع للكلاب. قيل إنَّه ولد إما من غراب أو نسر، وكان يصور أحيانًا على أنه يمتلك أجنحة نسر نتيجة لذلك.